# Ateleute
Ateleute är ett släkte av steklar som beskrevs av Förster 1869. Ateleute ingår i familjen brokparasitsteklar.

## Dottertaxa tillAteleute, i alfabetisk ordning[1][2]
- Ateleute albiceps
- Ateleute alborufa
- Ateleute bicincta
- Ateleute brunneicincta
- Ateleute capitalis
- Ateleute carolina
- Ateleute clypearis
- Ateleute croccalis
- Ateleute densistriata
- Ateleute elongata
- Ateleute foliacea
- Ateleute globiceps
- Ateleute grossa
- Ateleute isocela
- Ateleute linearis
- Ateleute mesorufa
- Ateleute minusculae
- Ateleute nigriceps
- Ateleute nigriventris
- Ateleute nigrocincta
- Ateleute ocellaris
- Ateleute orbitalis
- Ateleute pallidipes
- Ateleute rectinervis
- Ateleute retorsa
- Ateleute rufa
- Ateleute scalena
- Ateleute sinuata
- Ateleute spinipes
- Ateleute tinctoria
- Ateleute truncata
- Ateleute tsiriria
- Ateleute vicina